# De Hoge Dijken

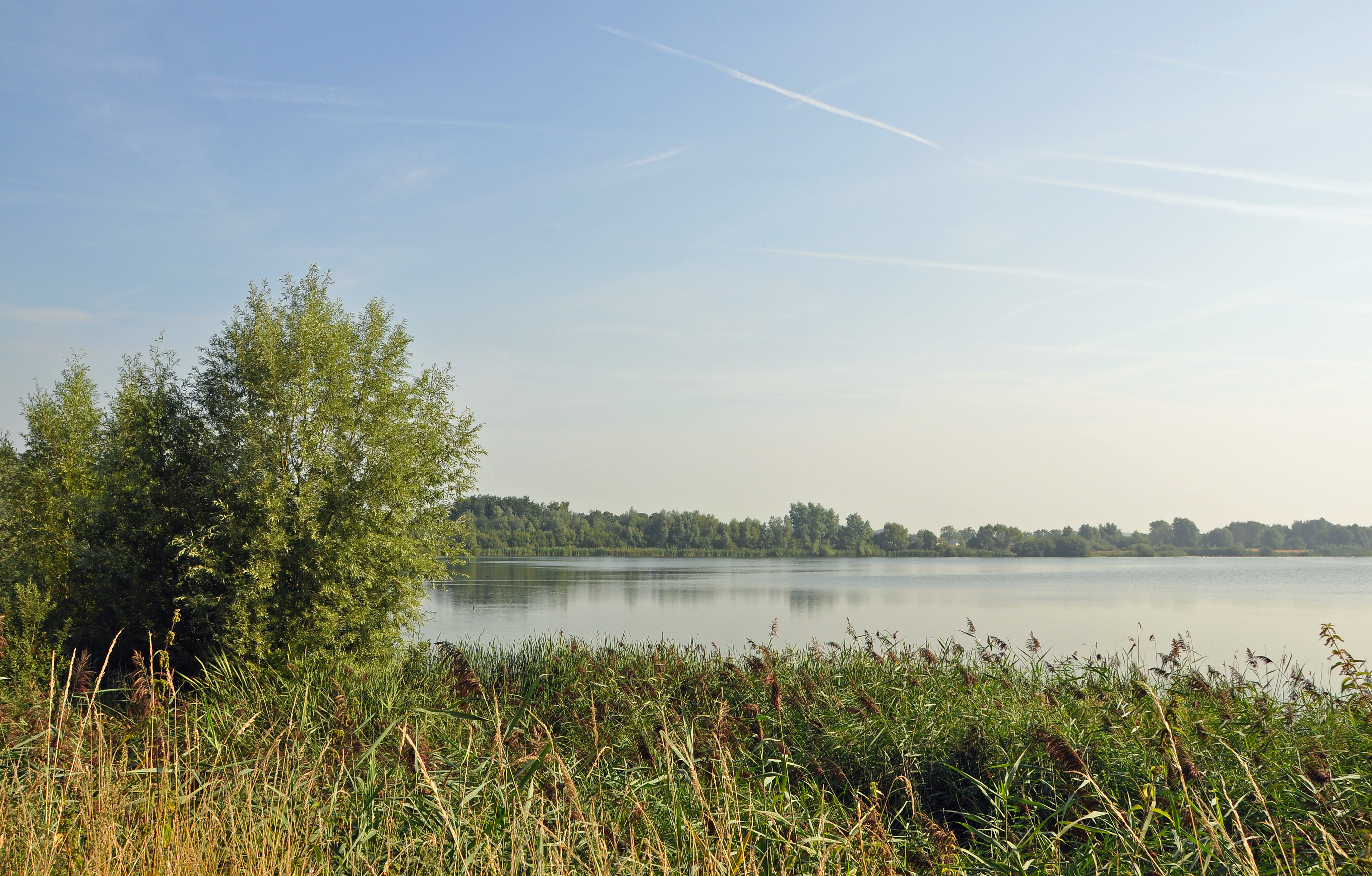

De Hoge Dijken is een natuurgebied in de gemeente Oudenburg in de Belgische provincie West-Vlaanderen. Het ligt aan de Oude Brugseweg in de deelgemeente Roksem en de Korte Vijfwegstraat in de deelgemeente Ettelgem. In het gebied bevindt zich een plas die in de volksmond Roksemput genoemd wordt. De oppervlakte van het domein bedraagt 52 hectare.

## Geschiedenis
Al in de Romeinse tijd werd dit gebied bewoond. Het was in die tijd een duingebied aan de kust. Uit latere tijd is er Angelsaksisch aardewerk gevonden.
Vanaf 1973 werd er zand weggehaald voor de aanleg van de A18 tussen Jabbeke en Veurne. Hierbij werd gebruikgemaakt van een zandzuiger. Via pijpleidingen werd het zand, vermengd met water, door de polders van Ettelgem gevoerd naar de plaats van de A18. Dit duurde tot 1976.
Zo ontstond een plas van 40 hectare, die de vorm heeft van een 8. Deze plas werd eerst bestemd tot watersportgebied. De openbare instelling Bloso ontwikkelde hier een aantal activiteiten op het gebied van windsurfen en waterskiën. Ook waren er plannen voor de bouw van een hotel.
In die tijd publiceerde journalist Jan Desmet een artikel in het tijdschrift Grasduinen over de vogelstand in dit gebied. Er bleek zich de grootste kolonie oeverzwaluwen van Vlaanderen te vinden, met meer dan 800 nesten. Hierop kwam de lobby op gang om het domein als natuurgebied te behouden. Deze laatste trok aan het langste eind. In 1986 werd het domein door minister Kelchtermans uitgeroepen tot educatief natuurgebied.

## Flora en fauna
De bodem kent een grote natuurlijke verscheidenheid, van droge, zure zandgrond tot vochtig grasland. Tussen 1989 en 1992 werd het domein beplant met ruim 15.000 inheemse bomen en struiken. Hieronder zijn wilgen, populieren, zomereiken, berken, els, es, kardinaalsmuts, sleedoorn, meidoorn, lijsterbes en vlier. Op de zuidelijke, warmere zandoever van de plas groeit rendiermos, bekermos en brem. Hiertussen vindt men ook het zandblauwtje.
Er overwinteren veel watervogels, jaarlijks zo'n 6000 eenden en ganzen. In strenge winters kan dit aantal oplopen tot 10.000. Hieronder bevinden zich de smient, de wintertaling en de slobeend. Ook wordt de grote zaagbek gesignaleerd. Verder worden er steeds meer aalscholvers waargenomen, met maxima van meer dan 300 exemplaren.
In het voorjaar broeden er de fuut, de bergeend, de kluut en de oeverzwaluw. Verder is de plas tijdens het voorjaar en het najaar een rustplaats voor trekvogels. In totaal zijn er tijdens meer dan 15 jaar vogelobservaties meer dan 200 verschillende soorten waargenomen.
Sinds 1996 zijn er meer dan 25 vlindersoorten geteld. Hieronder zijn de gele luzernevlinder, de koninginnenpage en het icarusblauwtje. Verder zijn er verschillende soorten insecten en kleine zoogdieren.
In de plas komen verschillende vissoorten voor: baars, karper, zeelt, paling, kolblei, snoekbaars en rietvoorn.

## Natuureducatie
Een belangrijke doelstelling van het gebied is de natuureducatie. Hiervoor werd op 5 februari 1992 het bezoekerscentrum "De Grote Zaagbek" geopend. Het wordt beheerd door de afdeling Natuur van de Vlaamse Gemeenschap (Aminal), in overleg met de gemeenten Oudenburg en Jabbeke. Er bevinden zich een bibliotheek en een videotheek met informatie over de natuur.
Verder is er een aantal vogelkijkhutten. Ook kan men in het natuurgebied wandelingen maken onder leiding van een gids.